# Critoniinae
 Critoniinae R.M. King & H. Rob., 1980 è una sottotribù di piante spermatofite dicotiledoni appartenenti alla famiglia delle Asteraceae (sottofamiglia Asteroideae, tribù Eupatorieae).

## Etimologia
Il nome di questa sottotribù deriva dal suo genere più importante (Critonia  P. Browne, 1756 ) ed è stato definito per la prima volta dai botanici contemporanei Robert Merrill King (1930-2007) e Harold Ernest Robinson  (1932-) nella pubblicazione  “Phytologia; Designed to Expedite Botanical. 46(7): 447 (1980). : 447”  pubblicata a New York nel 1980.

## Descrizione
Il ciclo biologico delle piante di questa sottotribù è perenne, mentre l'habitus è eretto o arbustivo (sono presenti anche piccoli alberi).
Le foglie lungo il caule sono disposte per lo più in modo opposto, qualche volta in modo alterno. Alcune specie sono provviste di rosette basali.
Le infiorescenze di tipo corimboso sono in posizione terminale o laterale, raramente ascellare. Raramente le infiorescenze sono scapose. I corimbi sono formati da diversi capolini agglomerati, pedicellati o sessili. I capolini sono formati da un involucro composto da diverse squame al cui interno un ricettacolo fa da base ai fiori. Le squame sono debolmente o fortemente embricate e sono di dimensioni differenti. Il ricettacolo è piatto o debolmente convesso, raramente è conico; è inoltre provvisto (oppure no) di pagliette a protezione della base dei fiori.
I fiori (da 1 a 300) sono tetra-ciclici (con quattro verticilli: calice – corolla – androceo – gineceo) e pentameri (ogni verticillo è composto da cinque elementi).

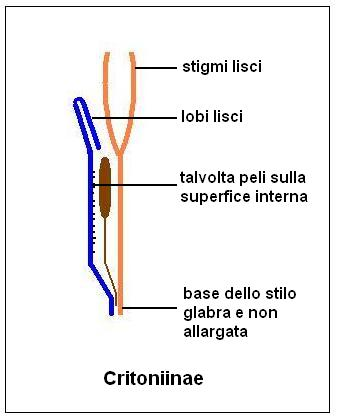
Sezione del fiore

Formula fiorale: per queste piante viene indicata la seguente formula fiorale:
* K 0/5, C (5), A (5), G (2), infero, achenio
I sepali del calice sono ridotti ad una coroncina di squame.
La corolla ha una forma generalmente di imbuto, qualche volta è semplicemente tubulare oppure con gola campanulata. La superficie è glabra oppure provvista di peli (solamente la parte interna), mentre i lobi sono lisci su entrambe le facce.
L'androceo è formato da 5 stami con filamenti liberi e antere saldate in un manicotto circondante lo stilo. Le antere hanno un collare cilindrico, lungo meno di 5 volte la larghezza (raramente più corto). Le appendici apicali delle antere spesso sono lunghe quanto larghe (o anche più lunghe), meno spesso sono la metà (o meno) della larghezza; raramente sono assenti.
Il gineceo ha un ovario uniloculare infero formato da due carpelli. Lo stilo è lungo e bifido; la base non è allargata ed è glabra. Gli stigmi sono da lineari a filiformi o anche claviformi con superficie “mammellosa” e liscia nella parte distale, raramente con piccole papille. Le linee stigmatiche sono marginali.
I frutti sono degli acheni con pappo. La forma degli acheni è prismatica con 5 coste. Il carpoforo normalmente è ben visibile; a volte è in proseguimento delle coste. Il pappo normalmente è setoso con setole disposte per lo più su una sola serie, raramente è squamoso o assente.

## Distribuzione e habitat
La sottotribù è distribuita soprattutto nell'America centrale e America del Sud con habitat tropicali o subtropicali. Nella tabella sottostante sono indicate le distribuzioni relative ad ogni singolo genere del gruppo.

## Tassonomia
La famiglia di appartenenza di questo gruppo (Asteraceae o Compositae, nomen conservandum) è la più numerosa del mondo vegetale, comprende oltre 23000 specie distribuite su 1535 generi (22750 specie e 1530 generi secondo altre fonti). La sottofamiglia Asteroideae è una delle 12 sottofamiglie nella quale è stata suddivisa la famiglia Asteraceae, mentre Eupatorieae è una delle 21 tribù della sottofamiglia. La tribù Eupatorieae a sua volta è suddivisa in 17 sottotribù (Critoniinae è una di queste).

### Filogenesi
Studi di tipo filogenetico sistemano questa sottotribù in una posizione basale nel gruppo centrale (rispetto a tutte le Eupatorieae) formato dalle sottotribù Fleischmanniinae e Ageratinae (è “gruppo fratello” delle due sottotribù). Le specie della sottotribù delle Critoniinae mancano di caratteri specializzati ed anzi alcune caratteristiche morfologiche sono comuni ad altri gruppi come Neomirandeinae, Hebecliniinae e Praxelinae per cui è possibile che ulteriori studi propongano una diversa circoscrizione per questa sottotribù.
Il numero cromosomico della maggioranza delle specie della sottotribù è: 2n = 20.

### Composizione della sottotribù
La sottotribù comprende 40 generi e circa 344 specie.

| Genere                                                  | N. specie                                                    | Distribuzione                                |
| ------------------------------------------------------- | ------------------------------------------------------------ | -------------------------------------------- |
| Adenocritonia R.M. King & H. Rob., 1976                 | 3 spp.                                                       | Guatemala, Giamaica e Messico                |
| Amboroa Cabrera, 1956                                   | 2 spp.                                                       | Bolivia e Perù                               |
| Antillia R.M. King & H. Rob., 1971                      | 1 sp. (A. brachychaeta (B.L. Rob.) R.M. King & H. Rob.)      | Cuba                                         |
| Aristeguietia R.M. King & H. Rob., 1975                 | 21 spp.                                                      | Cile, Colombia, Ecuador e Perù               |
| Asplundianthus R.M. King & H. Rob., 1975                | 7 spp.                                                       | Colombia, Ecuador e Perù                     |
| Austrocritonia R.M. King & H. Rob., 1975                | 4 spp.                                                       | Brasile                                      |
| Badilloa R.M. King & H. Rob., 1975                      | 10 spp.                                                      | Colombia, Ecuador, Perù e Venezuela          |
| Bishovia R.M. King & H. Rob., 1978                      | 2 spp.                                                       | Argentina e Bolivia                          |
| Castanedia R.M. King & H. Rob., 1978                    | 1 sp. (C. santamartensis R.M. King & H. Rob.)                | Colombia                                     |
| Chacoa R.M. King & H. Rob., 1975                        | 1 sp. (C. pseudoprasiifolia (Hassl.) R.M. King & H. Rob.)    | Argentina, Brasile e Paraguay                |
| Ciceronia Urban, 1925                                   | 1 sp. (C. chaptalioides Urban )                              | Cuba                                         |
| Corethamnium R.M. King & H. Rob., 1978                  | 1 sp. (C. chocoensis R.M. King & H. Rob.)                    | Colombia                                     |
| Critonia P. Browne, 1756                                | 43 spp.                                                      | America centrale e del sud                   |
| Critoniadelphus R.M. King & H. Rob., 1971               | 2 spp.                                                       | El Salvador, Guatemala, Honduras e Messico   |
| Critoniella R.M. King & H. Rob., 1975                   | 6 spp.                                                       | Colombia, Perù e Venezuela                   |
| Cronquistianthus R.M. King & H. Rob., 1972              | 20 spp.                                                      | Colombia, Ecuador e Perù                     |
| Eupatoriastrum Greenm., 1903                            | 4 spp.                                                       | El Salvador, Guatemala, Costa Rica e Messico |
| Eupatorina R.M. King & H. Rob., 1971                    | 1 sp. (E. sophiifolia (L.) R.M. King & H. Rob.)              | Repubblica Dominicana e Haiti                |
| Fleischmanniopsis R.M. King & H. Rob., 1971             | 10 spp.                                                      | El Salvador, Guatemala e Messico             |
| Grisebachianthus R.M. King & H. Rob., 1975              | 8 spp.                                                       | Cuba                                         |
| Grosvenoria R.M. King & H. Rob., 1975                   | 4 spp.                                                       | Ecuador e Perù                               |
| Hughesia R.M. King & H. Rob., 1980                      | 1 sp. (H. reginae R.M. King & H. Rob.)                       | Perù                                         |
| Koanophyllon Arruda, 1810                               | circa 120 spp.                                               | Zone neotropicali                            |
| Idiothamnus R.M. King & H. Rob., 1975                   | 4 spp.                                                       | Brasile, Argentina, Perù e Venezuela         |
| Imeria R.M. King & H. Rob., 1975                        | 1 sp. (I. memorabilis (Maguire & Wurd.) R.M. King & H. Rob.) | Brasile e Venezuela                          |
| Lorentzianthus R.M. King & H. Rob., 1975                | 1 sp. (L. viscidus (Hook. & Arn.) R.M. King & H. Rob.)       | Argentina e Bolivia                          |
| Malmeanthus R.M. King & H. Rob., 1980                   | 3 spp.                                                       | Brasile, Argentina, Paraguay e Uruguay       |
| Mexianthus B.L. Rob., 1928                              | 1 sp. (M. mexicanus > B.L. Rob.)                             | Messico                                      |
| Neocabreria R.M. King & H. Rob., 1972                   | 5 spp.                                                       | Brasile, Argentina e Paraguay                |
| Neohintonia R.M. King & H. Rob., 1971                   | 1 sp. (N. monantha (Sch. Bip.) R.M. King & H. Rob.)          | Messico                                      |
| Nothobaccharis R.M. King & H. Rob., 1979                | 1 sp. (N. candolleana (Steud.) R.M. King & H. Rob.)          | Perù                                         |
| Ophryosporus Meyen, 1834                                | 37 spp.                                                      | America meridionale                          |
| Peteravenia R.M. King & H. Rob., 1971                   | 5 spp.                                                       | America centrale                             |
| Santosia R.M. King & H. Rob., 1980                      | 1 sp. (S. talmonii R.M. King & H. Rob.)                      | Brasile                                      |
| Sphaereupatorium (O. Hoffm.) Kuntze ex. B.L. Rob., 1920 | 1 sp. (S. scadens (Gardner) R.M. King & H. Rob.)             | Brasile e Bolivia                            |
| Steyermarkina R.M. King & H. Rob., 1971                 | 4 spp.                                                       | Brasile e Venezuela                          |
| Tuberostylis Steetz., 1854                              | 2 spp.                                                       | Colombia, Ecuador e Panama                   |
| Uleophytum Hieron., 1906                                | 1 sp. (U. scadens Hieron.)                                   | Perù                                         |
| Urbananthus R.M. King & H. Rob., 1971                   | 2 spp.                                                       | Cuba e Giamaica                              |
| Viereckia R.M. King & H. Rob., 1975                     | 1 sp. (V. tamaulipasensis R.M. King & H. Rob.)               | Messico                                      |

### Chiave per i generi
Per meglio comprendere ed individuare i vari generi della sottotribù l'elenco seguente utilizza il sistema delle chiavi analitiche:

PRIMA PARTE
- Gruppo 1A: le piante hanno le foglie basali disposte in rosette  (o anche in forme sub-rosulate) con infiorescenze scapose (raramente i peduncoli sono avvolti da una o due brattee di tipo fogliaceo);
  - Gruppo 2A: i capolini sono formati da 9 – 10 fiori; le setole del pappo sono lunghe circa come la corolla; le appendici apicali delle antere sono di tipo vestigiale; la parte superiore del tubo della corolla è vistosamente ristretta, mentre sotto è rigonfio; la distribuzione di queste piante è relativa alla parte orientale dell'isola di Cuba;

genere Ciceronia
- Gruppo 2B: i capolini sono formati da 30 – 50 fiori; il pappo è formato da una bassa coroncina di scaglie profondamente laciniate; le appendici apicali delle antere sono larghe e lunghe quasi quanto larghe; la parte superiore del tubo della corolla è leggermente ridotta; la distribuzione di queste piante è relativa alla parte centrale di Cuba;

genere Antillia
- Gruppo 1B: le piante hanno un habitus grossomodo erbaceo oppure sono piccoli alberi con rami frondosi;
  - Gruppo 3A: i capolini sono formati da singoli fiori e aggregati in formazioni sferiche; le foglie lungo il caule sono disposte per lo più in modo alterno;
    - Gruppo 4A: il pappo è formato da piccole squame;

genere Mexianthus
- Gruppo 4B: il pappo è formato da setole capillari;

genere Neohintonia
- Gruppo 3B: i capolini sono formati da 3 – 4 fiori; le foglie lungo il caule sono disposte in modo alternato o opposto;

- Gruppo 5A: il pappo è assente; le piante sono delle epifite o arbusti costieri;

genere Tuberostylis
- Gruppo 5B: il pappo normalmente è presente; le piante sono terrestri di tipo erboso, arbustivo o alberi tipo vigneti;

- Gruppo 6A: la disposizione delle foglie lungo il caule è distintamente alternata (ad eccezione di alcuni casi con foglie basali opposte);

- Gruppo 7A: le foglie lungo il caule sono inserite in dense spirali, con piccoli piccioli; le squame sono fortemente sub- embricate e con margini marcatamente scariosi; i rami e le foglie sono scarsamente cosparse di ghiandole stipitate; i capolini sono sessili e raccolti in infiorescenze spiciformi con 6 – 8 fiori per capolino; la distribuzione di queste piante è relativa al Perù;

genere Nothobaccharis
- Gruppo 7B: le foglie sono disposte in modo lasso e con snelli piccioli; le squame sono distanti una dall'altra ed hanno dei margini erbacei; i rami e le foglie sono fittamente cosparse di ghiandole stipitate; i capolini sono pedicellati e raccolti in infiorescenze corimbose con 30 – 60 fiori per capolino; la distribuzione di queste piante è relativa all'Argentina e alla Bolivia;

genere Bishovia
- Gruppo 6B: la disposizione delle foglie lungo il caule è perlopiù opposta o sub-opposta;

- Gruppo 8A: le infiorescenze si compongono di capolini sessili densamente raggruppati in posizioni ascellari;

genere Uleophytum
- Gruppo 8B: i capolini non sono sessili e non sono raggruppati in posizioni ascellari;

- Gruppo 9A: i ricettacoli sono provvisti di molte pagliette; i capolini hanno da 100 a 300 fiori;

genere Eupatoriastrum
- Gruppo 9B: i ricettacoli sono provvisti di poche pagliette, oppure ne sono privi; i capolini hanno da 4 a 70 fiori (oltre 100 in Aristeguietia);

- Gruppo 10A: la lamina delle foglie è bi- pennata; la distribuzione di queste piante è relativa ad Haiti e alla Repubblica Dominicana;

genere Eupatorina
- Gruppo 10B: la lamina delle foglie è intera, raramente lobata;

- Gruppo 11A: le squame dell'involucro sono distanziate una dall'altra, oppure sub-embricate fino a tre serie irregolari;

- Gruppo 12A: le appendici apicali delle antere sono assenti, oppure spesso appaiono come due minuti lobi; le squame dell'involucro sono distanziate;

genere Ophryosporus
- Gruppo 12B: le appendici delle antere apicali sono ben visibili e sono lunghe 1/3 della larghezza o più; le squame dell'involucro sono debolmente embricate;

- Gruppo 13A: i lobi della corolla sono lunghi quanto larghi, sono glabri o sub-glabri sulla faccia esterna; le piante sono arrampicanti; la distribuzione di queste piante è relativa al Brasile;

genere Santosia
- Gruppo 13B: i lobi della corolla non sono lunghi quanto larghi e sulla faccia esterna sono densamente provvisti di ghiandole puntate; il portamento delle piante è eretto o sub-arrampicante con un habitus erbaceo o arbustivo;

- Gruppo 14A: il tubo della corolla ha la parte basale ristretta, mentre la gola è visibilmente espansa vicino alla base; la distribuzione di queste piante è relativa all'Argentina e Paraguay;

genere Chacoa
- Gruppo 14B: il tubo della corolla è ampiamente cilindrico, e si espande gradualmente in un imbuto verso la gola;

- Gruppo 15A: i capolini sono sessili e sono disposti in densi agglomerati a forma di sfera;

genere Sphaereupatorium
- Gruppo 15B: i capolini non sono sessili e non sono disposti in densi agglomerati a forma di sfera;

- Gruppo 16A: i ricettacoli sono provvisti di alcune pagliette; l'habitus delle piante è arbustivo con foglie a lamina ellittica ed evidenti venature pennate;

genere Idiothamnus
- Gruppo 16B: i ricettacoli sono privi di pagliette; l'habitus delle piante è erbaceo o arbustivo con lamina fogliare di vario tipo e con superfici percorse da 3 vene oppure le vene sono del tipo pennato;

genere Koanophyllon
- Gruppo 11B: le squame dell'involucro sono sub-embricate o embricate in 4 o più serie; le squame più interne sono facilmente decidue;

(Prosegue nella seconda parte)
SECONDA PARTE (le squame dell'involucro sono sub-embricate o embricate in 4 o più serie; le squame più interne sono facilmente decidue;)
- Gruppo 1A: le superfici delle foglie inferiori e le squame dell'involucro sono densamente tomentose o villose; la distribuzione di queste piante è relativa alla parte orientale dell'isola di Cuba;

genere Grisebachianthus
- Gruppo 1B: le superfici delle foglie inferiori e le squame dell'involucro sono glabre, cosparse di ghiandole puntate, da pubescenti a moderatamente pubescenti o tomentose, ma mai entrambe con lo stesso tipo di indumento;

- Gruppo 2A: le appendici apicali delle antere sono sia corte che larghe, da troncate a bilobate; i bracci dello stilo spesso si allargano improvvisamente all'apice;

- Gruppo 3A: la faccia interna delle corolle è pubescente; i bracci delle infiorescenze sono ascendenti da sub-opposti ad alternati; le appendici apicali delle antere sono bilobate; i bracci dello stilo non sono clavati; la distribuzione di queste piante è relativa all'Argentina e al Brasile;

genere Neocabreria
- Gruppo 3B: la faccia interna delle corolle normalmente è glabra; le infiorescenze sono formate da numerosi rami disposti in modo opposto; le appendici apicale delle antere normalmente sono troncate;

- Gruppo 4A: il pappo è formato da snelle setole, perlopiù separate; le teche delle antere sono rossastre; le squame esterne normalmente sono persistenti e spesso sono biancastre;

genere Fleischmanniopsis
- Gruppo 4B: il pappo è formato da grosse setole disposte in modo contiguo; le teche delle antere non sono rossastre; le squame interne dell'involucro spesso sono facilmente decidue, e mai sono biancastre;

- Gruppo 5A: le corolle hanno una forma ad imbuto; la lamina delle foglie è da sparsamente a densamente pubescente;

genere Koanophyllon
- Gruppo 5B: le corolle hanno una forma cilindrica e i lobi non sono più larghi della base; la lamina delle foglie è glabra (senza evidenti peli);

- Gruppo 6A: le foglie sono cosparse da numerose ghiandole puntate sulla faccia abassiale; le squame dell'involucro sono disposte su 7 – 8 serie:

genere Adenocritonia
- Gruppo 6B: le foglie sono glabre e carenti di ghiandole puntate, qualche volta appaiono con cavità interne come macchie traslucide lungo le vene; le squame dell'involucro sono disposte su 5 – 6 serie:

- Gruppo 7A: i filamenti delle antere sono inseriti vicino alla base della corolla; gli acheni e le corolle sono glabri; la distribuzione di queste piante è relativa a Giamaica e Cuba;

genere Urbananthus
- Gruppo 7B: i filamenti delle antere sono inseriti ben al di sopra della base della corolla; gli acheni sono cosparsi da ghiandole puntate e setolose; la parte esterna dei lobi della corolla è provvista di ghiandole puntate; la distribuzione di queste piante è relativa a El Salvador, Guatemala, Honduras e Messico;

genere Critoniadelphus
- Gruppo 2B: le appendici apicali delle antere sono lunghe quanto larghe o più lunghe, normalmente con apici arrotondati, raramente retusi; i bracci dello stilo si allargano improvvisamente all'apice in alcune specie di Critonia e di Cronquistianthus;

(Prosegue nella terza parte)
TERZA PARTE (le appendici apicali delle antere sono lunghe quanto larghe o più lunghe, normalmente con apici arrotondati, raramente retusi; i bracci dello stilo si allargano improvvisamente all'apice in alcune specie di Critonia e di Cronquistianthus;)
- Gruppo 1A: le foglie sono provviste di traslucide (se viste contro la luce) tasche interne secretorie, e sono carenti di ghiandole puntate; l'habitus delle piante è grosso modo arbustivo e simile alle viti;

genere Critonia
- Gruppo 1B: le foglie sono carenti di tasche secretorie, spesso sono provviste di ghiandole puntate;

- Gruppo 2A: i bracci dello stilo sono provvisti di ampie e carnose appendici, spesso sono piuttosto piatte, rugose e secche; la distribuzione di queste piante è relativa alle Ande;

- Gruppo 3A: gli acheni sono glabri, o con ghiandole setose, mancano le ghiandole puntate;

- Gruppo 4A: i rami dell'infiorescenza sono perlopiù ascendenti e disposti in modo alternato; gli apici delle squame sono acuti; il carpoforo è simmetrico e provvisto o no di un piccolo bordo superiore;

genere Aristeguietia
- Gruppo 4B: l'infiorescenza è formata da pochi rami diffusi e disposti in modo opposto; gli apici delle squame sono arrotondate; il carpoforo è simmetrico e provvisto vistosamente di un bordo superiore;

genere Cronquistianthus
- Gruppo 3B: gli acheni sono provvisti di numerose ghiandole puntate, mancano le ghiandole setose;

- Gruppo 5A: le squame sono provviste di diverse coste; il carpoforo ha una forma cilindrica e prosegue nelle coste; il pappo è formato da setole piatte e lisce sulla parte esterna, specialmente vicino alla base;

genere Grosvenoria
- Gruppo 5B: le squame sono provviste di 2 – 4 coste; il carpoforo ha una forma di anello o piccolo tappo dritto superiormente; le setole del pappo non sono piatte;

genere Badilloa
- Gruppo 2B: i bracci dello stilo non sono prominenti;

(Prosegue nella quarta parte)
QUARTA PARTE (i bracci dello stilo non sono prominenti;)
- Gruppo 1A: il pappo è formato da setole con apici spinosi marcatamente dilatati; i capolini contengono 50 – 70 fiori;

genere Amboroa
- Gruppo 1B: il pappo è formato da setole senza apici oppure se presenti sono solo leggermente dilatati; i capolini contengono 5 – 35 fiori;

- Gruppo 2A: le foglie quando sono giovani sono cosparse da numerosi peli vermiformi giallastri; i lobi della corolla si presentano aperti alla fine di uno stretto tubo cilindrico;

genere Corethamnium
- Gruppo 2B: le foglie sono carenti di peli giallastri vermiformi; i lobi della corolla non si aprono direttamente dal tubo;

- Gruppo 3A: i capolini sono tutti con vistosi, qualche volta allungati, pedicelli;

- Gruppo 4A: le squame interne sono persistenti; il pappo è formato da fragili setole; le infiorescenze sono formate da rami prominenti e disposti in modo opposto;

- Gruppo 5A: le setole del pappo sono leggermente ma distintamente dilatate agli apici; i capolini sono formati da 18 – 35 fiori; le corolle sono glabre; la distribuzione di queste piante è relativa all'America centrale;

genere Peteravenia
- Gruppo 5B: le setole del pappo non sono dilatate agli apici; i capolini sono formati da 10 – 12 fiori; la parte esterna dei lobi della corolla sono cosparsi di ghiandole puntate; la distribuzione di queste piante è relativa al Sud America;

genere Lorentzianthus
- Gruppo 4B: le squame interne sono facilmente decidue; le setole del pappo sono persistenti; i rami dell'infiorescenza sono ascendenti e spesso disposti in modo alternato;

- Gruppo 6A: la lamina delle foglie possiede tre vene divergenti dalla base; diversi capolini sono provvisti di larghe brattee fogliose alla base; la distribuzione di queste piante è relativa al Messico;

genere Viereckia
- Gruppo 6B: la lamina delle foglie è percorsa da vene pennate ascendenti; i capolini non sono provvisti di brattee fogliose alla base; la distribuzione di queste piante è relativa al Brasile e Uruguay;

genere Malmeanthus
- Gruppo 3B: i capolini sono raccolti in infiorescenze raggruppate e almeno parzialmente sono sessili o sub-sessili;

(Prosegue nella quinta parte)
QUINTA PARTE (i capolini sono raccolti in infiorescenze raggruppate e almeno parzialmente sono sessili o sub-sessili;)
- Gruppo 1A: le setole del pappo sono barbate, si assottigliano e diventano lisce nella metà distale;

genere Austrocritonia
- Gruppo 1B: le setole del pappo non sono né lisce né si assottigliano nella metà distale, sono del tutto barbate e qualche volta hanno gli apici dilatati ed espansi;

- Gruppo 2A: la forma della lamina è ellittica e con molte venature pennate;

- Gruppo 3A: le foglie sono rigide e coriacee, con ghiandole puntate e superficie scabra da entrambi i lati; le squame sono in parte pubescenti; gli apici della corolla sono sclerenchimatizzati sulla superficie esterna; i capolini sono formati da circa 10 fiori; i bracci dello stilo hanno uno spessore ampio; la distribuzione di queste piante è relativa alla Colombia;

genere Imeria
- Gruppo 3B: le foglie sono sottili ma coriacee, glabre di sopra e più pallide di sotto; le squame sono sparsamente pubescenti o glabre; gli apici dei lobi della corolla sono scarsamente sclerenchimatizzati; i capolini sono formati da 6 – 7 fiori; l'area stigmatica del bracci dello stilo nella parte superiore è ridotta e diviene più affusolata e filiforme; la distribuzione di queste piante è relativa al Venezuela;

genere Castanedia
- Gruppo 2B: la forma della lamina delle foglie è per lo più ovata con vene con ordine crescente o con 3 vene secondarie;

- Gruppo 4A: i lobi della corolla sono 2 – 3 volte più lunghi che larghi, la parte interna della gola è pubescente;  gli apici delle setole del pappo sono dilatate;

genere Steyermarkina
- Gruppo 4B: i lobi della corolla sono lunghi quanto larghi, la parte interna della gola è glabra; gli apici delle setole del pappo non sono dilatate;

- Gruppo 5A: il carpoforo è chiaramente collegata alla base delle nervature; i piccioli sono lunghi più di un terzo della lunghezza della lamina della rispettiva foglia; i bracci dello stilo sono snelli e affusolati sopra l'area stigmatica;

genere Critoniella
- Gruppo 5B: il carpoforo non si estende verso la base delle nervature; i piccioli non sono lunghi più di un quarto della lunghezza della lamina della rispettiva foglia; i bracci dello stilo sono lievemente piatti e dilatati;

- Gruppo 6A: le infiorescenze sono del tipo tirsoide-panicolato; le squame dell'involucro sono facilmente decidue; il ricettacolo è fortemente convesso e più o meno emisferico; l'involucro ha una forma campanulata; le piante hanno un portamento rampicante; la distribuzione di queste piante è relativa al Perù;

genere Hughesia
- Gruppo 6B: le infiorescenze sono formate da densi agglomerati di capolini; le squame dell'involucro sono normalmente persistenti; il ricettacolo è piatto; l'involucro ha una forma cilindrica; le piante hanno un portamento eretto e facilmente sono delle erbe; la distribuzione di queste piante è relativa alla Colombia, Ecuador e Perù;

genere Asplundianthus